# ماريو فيرنانديز
ماريو فيرناندز (بالروسية: Марио Фигейра Фернандес)‏ (مواليد 19 سبتمبر 1990) هو لاعب كرة قدم برازيلي-روسي محترف، يلعب كظهير أيمن مع نادي سيسكا موسكو.

## مسيرته

### دوليًا

#### البرازيل
استدعي ماريو في 2011 لمباراة منتخب البرازيل في السوبر كلاسيكو، إلا أنه قد اعتذر عنها «لأسباب شخصية». أما مباراته الدولية الأولى مع البرازيل فكانت في المباراة الودية التي انتهت بالفوز 4–0 أمام منتخب اليابان يوم 14 أكتوبر 2014.

#### روسيا
بعد حصوله على الجنسية الروسية، استدعي لتمثيل منتخب روسيا في مباراتيه الوديتين أمام منتخب تركيا يوم 31 أغسطس 2016، وأمام منتخب غانا يوم 6 سبتمبر 2016. لكنه في ذلك الوقت كان لاعبًا في نادي سيسكا موسكو منذ أبريل 2012، مما يعني أنه لم يقض خمس سنوات متصلة على الأقل في روسيا، مما جعله غير مؤهل للعب مع المنتخب حتى أبريل 2017.
ويوم 23 مارس 2017، أعلن أنه سيلعب مباراته الأولى مع منتخب روسيا في وديته أمام منتخب ساحل العاج في اليوم التالي، لكنه لم يلعب في تلك المباراة، وكانت أولى مبارياته مع المنتخب الروسي في 7 أكتوبر 2017 في مباراة ودية أمام منتخب كوريا الجنوبية.
استدعي يوم 11 مايو 2018 لقائمة منتخب روسيا الأولية المشاركة في كأس العالم لكرة القدم 2018 squad.

## إحصائيات

### الأندية
آخر تحديث 13 مايو 2018.
| النادي           | الموسم   | الدوري                | الدوري | الدوري | الكأس | الكأس | قاريًا | قاريًا | أخرى | أخرى  | المجموع | المجموع |
| النادي           | الموسم   | الدرجة                | ظهور   | أهداف  | ظهور  | أهداف | ظهور  | أهداف | ظهور | أهداف | ظهور    | أهداف   |
| ---------------- | -------- | --------------------- | ------ | ------ | ----- | ----- | ----- | ----- | ---- | ----- | ------- | ------- |
| نادي سيسكا موسكو | 2012–13 ‏ | الدوري الروسي الممتاز | 28     | 0      | 3     | 0     | 2     | 0     | -    | -     | 33      | 0       |
| نادي سيسكا موسكو | 2013–14 ‏ | الدوري الروسي الممتاز | 12     | 0      | 3     | 1     | 0     | 0     | 0    | 0     | 15      | 1       |
| نادي سيسكا موسكو | 2014–15 ‏ | الدوري الروسي الممتاز | 29     | 0      | 3     | 0     | 6     | 0     | 1    | 0     | 39      | 0       |
| نادي سيسكا موسكو | 2015–16 ‏ | الدوري الروسي الممتاز | 27     | 1      | 5     | 0     | 9     | 0     | -    | -     | 34      | 1       |
| نادي سيسكا موسكو | 2016–17 ‏ | الدوري الروسي الممتاز | 30     | 0      | 0     | 0     | 5     | 0     | 1    | 0     | 36      | 0       |
| نادي سيسكا موسكو | 2017–18 ‏ | الدوري الروسي الممتاز | 25     | 0      | 0     | 0     | 12    | 0     | -    | -     | 37      | 0       |
| نادي سيسكا موسكو | المجموع  | المجموع               | 151    | 1      | 14    | 1     | 34    | 0     | 2    | 0     | 194     | 2       |
| المجموع          | المجموع  | المجموع               | 151    | 1      | 14    | 1     | 34    | 0     | 2    | 0     | 194     | 2       |

### المنتخبات

#### البرازيل
| منتخب البرازيل | منتخب البرازيل | منتخب البرازيل |
| السنة          | ظهور           | أهداف          |
| -------------- | -------------- | -------------- |
| 2014           | 1              | 0              |
| المجموع        | 1              | 0              |

تحديث 14 أكتوبر 2014

#### روسيا
| منتخب روسيا | منتخب روسيا | منتخب روسيا |
| السنة       | ظهور        | أهداف       |
| ----------- | ----------- | ----------- |
| 2017        | 2           | 0           |
| المجموع     | 2           | 0           |

تحديث 10 أكتوبر 2017

## الألقاب

### الأندية
غريميو
- بطولة غاوتشو (1): 2010

 سيسكا موسكو
- الدوري الروسي الممتاز:
  - البطل (3): 2012–13، 2013–14، 2015–16
- كأس روسيا:
  - البطل (1): 2012–13
- كأس السوبر الروسي:
  - البطل (1): 2014

### المنتخبات
البرازيل
- السوبر كلاسيكو (1): 2014

### فردية
- قائمة أفضل 33 لاعب في الدوري الروسي:
  - #1 (2): 2012–13، 2013–14
- جائزة الكرة الذهبية البرازيلية:
  - فائز (1): 2011
- أفضل فريق في بطولة غاوتشو:
  - ضمن التشكيلة (1): 2010

## روابط خارجية
- ماريو فيرنانديز على موقع الاتحاد الدولي (مؤرشف)  (الإنجليزية)
- ماريو فيرنانديز على موقع الاتحاد الدولي (مؤرشف)  (الإنجليزية)
- ماريو فيرنانديز على موقع الاتحاد الأوربي (الإنجليزية)
- ماريو فيرنانديز على موقع قاعدة بيانات كرة القدم.إي يو (الإنجليزية)
- ماريو فيرنانديز على موقع ليكيب (الفرنسية)
- ماريو فيرنانديز على موقع ناشيونال فوتبول تيمز (الإنجليزية)
- ماريو فيرنانديز على موقع Soccerway.com (الإنجليزية)
- ماريو فيرنانديز على موقع عالم كرة القدم.نت (الإنجليزية)
- ماريو فيرنانديز على موقع AS.com (الإسبانية)